# コケイラン
コケイラン（小蕙蘭、学名：Oreorchis patens ）は、ラン科コケイラン属の多年草。別名、ササエビネ（笹海老根）。

## 特徴
地下の偽球茎は卵形から卵球形になり、偽球茎から1-2個の葉と1個の花茎を出す。葉は長さ20-30cm、幅1-3cmの倒狭披針形から線状倒披針形で、先端は鋭尖頭になり、下部は葉柄状にとがり、表面はひだがある。
花期は5-7月。高さ30-40cmになる花茎が直立し、10-40個の黄褐色の花を総状花序につけ、下方から開花していく。苞は長さ4-6mmの狭披針形で、先は鋭尖頭になる。萼片と側花弁は長さ8-10mmの披針形で、先端はやや鈍頭。唇弁は倒卵形になり、萼片と同長で基部近くで3深裂し、白色で紅紫色の斑点がある。距はない。
- 蕾
- 花の細部
- 葉は細長く、ひだがある。

## 分布と生育環境
日本では、北海道、本州、四国、九州に分布し、ブナ帯林などの一定の標高以上の山地の湿り気のある林内に生育する。国外では、南千島、カムチャツカ、樺太、朝鮮半島、ウスリー、中国大陸に分布する。
- 山地の湿り気のある林内に生育するコケイラン
猫魔ヶ岳、雄国沼畔（2016年6月）

## 和名の由来
コケイラン（小蕙蘭）の「蕙」は、シラン属シランまたはガンゼキラン属ガンゼキランの類を表しており、本種の葉がそれらに似ており、花が小さいことによる。また、別名のササエビネ（笹海老根）は、エビネ属エビネに似て、葉が狭く長いことによる。